# Batalla de Marj Ayyun
La batalla de Marj Ayyun fou un enfrontament armat al Mont Líban (Principat de Galilea) en què un exèrcit comandat per Saladí, cap de la dinastia seljúcida aiúbida derrotà l'exèrcit croat del rei Balduí IV de Jerusalem, el 10 de juny del 1179. Durant la persecució després de la batalla el rei cristià escapà pels pèls de ser capturat.

## Antecedents
El 1177 l'exèrcit de l'imperi aiúbida de Saladí envaí el Regne de Jerusalem des d'Egipte. Aquell any l'exèrcit del rei Balduí IV fou atacat per sorpresa i derrotat en la batalla de Montgisard.
Dos anys després, Saladí tornà a envair els estats croats, aquesta vegada des de Damasc. Establí el seu campament a Banias i envià escamots a fer incursions per les viles i granges de la rodalia de Sidó i també per la costa. Els camperols i la gent de les viles s'empobriren amb aquests saqueigs i van ser incapaços de pagar les rendes als seus senyors cristians. Si no s'aturava la política destructiva de Saladí, aviat desapareixerien els estats croats.
La resposta del rei Balduí fou traslladar el seu exèrcit a Tiberíades, ciutat situada a la vora del mar de Galilea. Des d'allà emprengué direcció nord-oest cap al fortí de Safed. Continuant en la mateixa direcció arribà al castell de Toron (en l'actual Tebnine), a uns 21 km al sud-est de Tir. Juntament amb les tropes dels templers, comandades per Eudes de Saint-Amand i les tropes del Comtat de Trípoli, comandades per Ramon III, Balduí continuà l'expedició militar cap al nord-est.

## Batalla
Des dels turons de la costa, els croats albiraren cap a l'est les tendes del campament de Saladí. Balduí i els seus nobles decidiren baixar fins a la plana i atacar tot d'una. Mentre l'exèrcit cristià feia el descens, els que anaven a cavall aviat quedaren més avançats que els que anaven a peu. Després d'unes hores d'espera, l'exèrcit croat es tornà a agrupar, llavors van anar a l'encontre dels sarraïns que en aquell moment tornaven de fer les acostumades incursions.
Començaren a tombar enemics amb facilitat i, creient que tenien la batalla guanyada, baixaren la guàrdia. Els cavallers de Ramon i els d'Eudes de Saint-Amand marxaren cap a un turó que hi havia entre Marj Ayyun (Mont Líban) i el riu Leontes. La infanteria dels croats es posà a descansar del dia de marxa ràpida que havien portat des del trenc d'alba.
De sobte, el gros de l'exèrcit de Saladí aparegué, agafant desprevinguts als croats, els quals amb prou feines se'n van poder defensar. Els testimonis de la batalla donaren la culpa de la derrota a Eudes de Saint-Amand, que fou capturat durant l'atac. El rei Balduí escapà pels pèls; incapaç de muntar a cavall a causa de la malaltia que feia temps l'afeblia, la lepra, un cavaller se'l carregà a l'espatlla i el salvà obrint-se pas entre els sarraïns. Molts supervivents del bàndol cristià, fugiren a cercar refugi en el castell de Beaufort (Qala'at ash-Shaqif Arnoun) que estava a uns 8 km als sud-oest del camp de batalla.

## Repercussions
Saladí immediatament aprofità l'avantatge que li donava la victòria i destruí el fortí anomenat Le Chastellet, durant la batalla del Gual de Jacob. En endavant els caps dels estats croats serien més prudents i les dues batalles que seguirien estarien només a la defensiva: la batalla de Belvoir (1182) i la batalla d'Al-Fule (1183).